# قلمرو تاکاساکی
قلمرو تاکاساکی انگلیسی: 高崎藩, Takasaki -han، یک قلمرو فئودالی بود (هان (ژاپن)) تحت شوگون‌سالاری توکوگاوا دوره ادو، واقع در ولایت کوزوکه (استان گونما امروزی، در ژاپن بود.